# Уильямс, Терренс
Те́рренс Дешо́н Уи́льямс (англ. Terrence Deshon Williams; родился 28 июня 1987 года в Сиэтле, штат Вашингтон) — американский профессиональный баскетболист, завершил карьеру.

## Биография
Терренс Уильямс родился в городе Сиэтл, штат Вашингтон. Вырос в семье матери одиночки Шерри Джексон, которая привила ему любовь к спорту. Имеет брата Майко и сестру Дешир. Первым спортом, которым начал заниматься Терренс был американский футбол, но затем он стал увлекаться и баскетболом.

### Школа
Уильямс выступал за баскетбольную команду школы Рэйнье-Бич, он также играл в футбол на позиции ресивера. За четыре года выступлений его команда смогла победить в чемпионате штата, а также была в полуфинале и финале этого соревнования. В свой последний сезон за школу Уильямс набирал по 21,7 очка, 8,9 подбора и 7,8 передачи в среднем за игру. Терренс не котировался высоко, когда пришло время поступать в колледж, в общем рейтинге игроков нации он был лишь на 111-м месте, а по позиции на 25-м месте (по данным сайта Rivals.com). Из его основных достоинств специалисты отмечали его атлетические данные, хорошее виденье площадки и уверенный проход в правую сторону. Из недостатков ему надо было улучшать ведение мяча, а также перемещение по площадке без мяча.

### Луисвилл Кардиналз
В 2005 году Уильямс поступил в Луисвиллский университет (дал согласие 20 июня 2004 года), у него также были предложения от Индианы и Канзаса. Терренс хотел развиваться под руководством известного тренера Рика Питино, который был наставником «Луисвилл Кардиналс», поэтому его выбор пал на этот колледж. В свой дебютный сезон он 21 раз выходил в стартовой пятёрке на позиции лёгкого форварда. В игре против «Питсбурга» Уильямс набрал 25 очков, что стало его лучшим показателем в сезоне. Команда закончила чемпионат с показателем 18 побед и 12 поражений, не попав в основной турнир «Мартовского безумия».
Уильямс стал одним из ключевых игроков команды на втором годе выступлений за колледж, он был единственным кто выходил в стартовой пятёрке во всех 34 играх «Кардиналз». Также он был лидером команды: по результативности (12,4 очка), подборам (7,0) и передачам (3,8). В матче против «Коннектикута» Уильямс набрал 17 очков, 7 подборов, 7 перехватов и 4 передачи, а в игре против «Сан-Франциско Донс» 21 очко, 9 подборов и 4 передачи.
В первой игре сезона 2008/09 годов против «Хартфорда» Уильямс заработал первый в студенческой карьере трипл-дабл (14 очков, 13 передач и 12 подборов). Затем в игре против «Сетон Холл» ему удалось повторить это достижение (10 очков, 10 подборов и 10 передач), этот трипл-дабл стал всего лишь 4-м в истории «Кардиналз». «Луисвилл» получил третий номер посева перед «Мартовским безумием», команде удалось дойти до 1/8 финала, где она проиграла «Северной Каролине».
Последний сезон в студенческой карьере Уильямса стал самым успешным, как в плане личных достижений, так и в командном результате. Кардиналз потерпели всего пять поражений в сезоне, в том числе над первым номером посева «Питтсбургом». Терренс провел удачный матч, став самым результативным игроком в своей команде (20 очков). «Луисвилл» впервые обыграл первый номер посева с 2003 года, когда они одолели Кентукки. Затем в победном матче против «Нотр-Дама» Уильямс был близок к трипл-даблу, набрав 24 очка, 16 подборов и 8 передач. Ударно завершив сезон, «Кардиналз» получили 1-й номер посева в «Мартовском безумии». Однако «Луисвиллу» вновь не удалось попасть в Финал четырёх, в 1/8 их остановил «Мичиган». Терренс провалил игру, набрав 5 очков и реализовав всего 1 бросок с игры из 7 попыток.

### Профессиональная карьера

#### Драфт НБА
Уильямс выставил свою кандидатуру на Драфт НБА 2009 года, несмотря на успешную студенческую карьеру ожидалось, что Терренса выберут только в первой двадцатке игроков. Специалисты не были в восторге от атакующих навыков Уильямса и ожидалось, что ему предстоит ещё долгий процесс адаптации к НБА. Он был выбран под общим 11-м номером командой «Нью-Джерси Нетс». Ожидалось, что Терренса выберут под 12-м номером «Шарлотт Бобкэтс», но «Нетс» были впечатлены его игрой в летней лиге.

#### Нью-Джерси Нетс
Уильямс заключил контракт на два года с возможностью продления клубом ещё на два, за первый сезон он должен был получить немного больше $2 млн, за второй $2,2 млн. «Нетс» были одной из слабейших команд лиги, они закончили сезон 2009/10 годов с показателем 12 побед и 70 поражений. В свой первый сезон Уильямс выходил со скамейки запасных, подменяя Кортни Ли. После не очень удачной первой половины чемпионата, Терренс начал показывать хороший баскетбол, он выдал серию из 5 игр, в которых набирал по 14,0 очка, 7,8 подбора и 5,4 передачи. 3 апреля в игре против «Нью-Орлеан Хорнетс» Уильямс набрал 14 очков и 14 передач (лучший показатель в сезоне), что помогло «Нетс» одержать победу с наибольшей разницей очков в сезоне — 111-87. Уильямс провёл свой лучший матч сезоне в игре с двумя овертаймами против «Чикаго Буллз», он сделал свой первый трипл-дабл в НБА (27 очков, 13 подборов, 10 передач), став первым новичком «Нетс», сделавшим трипл-дабл за последние 9 лет (Кеньон Мартин, 5 марта 2001).
В межсезонье у клуба сменился владелец, им стал Михаил Прохоров, а также тренерский штаб, новым тренером назначили Эйвери Джонсона. В летней лиге у нового тренера возник конфликт с Уильямсом, который выполнял чрезмерное количество бросков. Сезон 2010/11 годов Терренс вновь выходил со скамейки запасных, на замену Трэвису Аутло. В конце ноября 2011 года Уильямс был дисквалифицирован командой на две встречи. Официальное объяснение было «нарушение политики клуба» (одной из причин стало систематические опоздания на тренировки), главный тренер запретил Терренсу даже путешествовать с командой. В том же месяце «Нетс» отправили игрока в Лигу развития НБА в качестве наказания. За три игры в «Ди-Лиге» Уильямс набирал по 28,0 очка, 11,3 подбора, 10,7 передачи, и вскоре «Нью-Джерси» вернули его в команду. 15 декабря Терренса обменяли в «Хьюстон Рокетс», как часть сделки в которой участвовали три команды, «Нетс» получили Сашу Вуячича. В новой команде Уильямс получал откровенно мало игрового времени, главный тренер команды Рик Адельман не верил в него, больше доверяя своему проверенному лидеру Кевину Мартину.

#### Хьюстон Рокетс, Сакраменто Кингз
Сезон 2011/12 годов Терренс начал в «Хьюстоне», но в марте 2012 года его отчислили из команды и он подписал 10-дневный контракт с «Сакраменто Кингз». После нескольких удачных игр, Терренс заключил соглашение с клубом до конца сезона. В межсезонье Уильямс подписал негарантированный контракт с «Детройт Пистонс» и принимал участие в тренировочном лагере клуба, но позднее был отчислен.

#### Гуандун Саузерн Тайгерс
Уильямс принял решение продолжить карьеру в КБА, подписав контракт на $600 тысяч с одной из самых титулованных команд лиги «Гуандун Саузерн Тайгерс». У него были предложения от клубов НБА, но во всех из них говорилось, что в начале он будет играть в Лиги развития НБА, что не устроило Терренса. Уильямс провёл удачный сезон в Китае, его команда была на 1-м месте в лиге, когда он покидал её, а сам Терренс набирал по 17,9 очка, 3,4 подбора и 4,1 передачи в среднем за матч (29 игр).

#### Бостон Селтикс
18 февраля 2013 года Уильямс заключил 10-дневный контракт с командой НБА «Бостон Селтикс». Спустя этот срок с ним заключили новый контракт — до конца сезона, с возможностью продления клубом ещё на один год. Президент «Селтикс» Дэнни Эйндж хвалил игрока за его универсальность, а также за умение отдавать результативные передачи, что было важно для команды, так как в лазарете находился основной разыгрывающий Рэджон Рондо.

## Статистика

### Статистика в НБА
| Сезон                                                                                    | Команда    | Регулярный сезон | Регулярный сезон | Регулярный сезон | Регулярный сезон | Регулярный сезон | Регулярный сезон | Регулярный сезон | Регулярный сезон | Регулярный сезон | Регулярный сезон | Регулярный сезон | Серия плей-офф | Серия плей-офф | Серия плей-офф | Серия плей-офф | Серия плей-офф | Серия плей-офф | Серия плей-офф | Серия плей-офф | Серия плей-офф | Серия плей-офф | Серия плей-офф |
| Сезон                                                                                    | Команда    | GP               | GS               | MPG              | FG%              | 3P%              | FT%              | RPG              | APG              | SPG              | BPG              | PPG              | GP             | GS             | MPG            | FG%            | 3P%            | FT%            | RPG            | APG            | SPG            | BPG            | PPG            |
| ---------------------------------------------------------------------------------------- | ---------- | ---------------- | ---------------- | ---------------- | ---------------- | ---------------- | ---------------- | ---------------- | ---------------- | ---------------- | ---------------- | ---------------- | -------------- | -------------- | -------------- | -------------- | -------------- | -------------- | -------------- | -------------- | -------------- | -------------- | -------------- |
| 2009/10                                                                                  | Нью-Джерси | 78               | 9                | 22,6             | 40,1             | 31,0             | 71,5             | 4,5              | 2,9              | 0,6              | 0,1              | 8,4              | Не участвовал  | Не участвовал  | Не участвовал  | Не участвовал  | Не участвовал  | Не участвовал  | Не участвовал  | Не участвовал  | Не участвовал  | Не участвовал  | Не участвовал  |
| 2010/11                                                                                  | Нью-Джерси | 10               | 0                | 20,6             | 39,7             | 33,3             | 50,0             | 3,6              | 3,1              | 0,5              | 0,0              | 6,7              | Не участвовал  | Не участвовал  | Не участвовал  | Не участвовал  | Не участвовал  | Не участвовал  | Не участвовал  | Не участвовал  | Не участвовал  | Не участвовал  | Не участвовал  |
| 2010/11                                                                                  | Хьюстон    | 11               | 0                | 7,7              | 33,3             | 20,0             | 81,8             | 1,4              | 0,6              | 0,4              | 0,0              | 3,5              | Не участвовал  | Не участвовал  | Не участвовал  | Не участвовал  | Не участвовал  | Не участвовал  | Не участвовал  | Не участвовал  | Не участвовал  | Не участвовал  | Не участвовал  |
| 2011/12                                                                                  | Хьюстон    | 12               | 0                | 15,1             | 35,1             | 42,1             | 50,0             | 2,3              | 0,8              | 0,3              | 0,1              | 4,5              | Не участвовал  | Не участвовал  | Не участвовал  | Не участвовал  | Не участвовал  | Не участвовал  | Не участвовал  | Не участвовал  | Не участвовал  | Не участвовал  | Не участвовал  |
| 2011/12                                                                                  | Сакраменто | 18               | 0                | 20,5             | 46,1             | 29,6             | 61,8             | 4,1              | 3,1              | 0,9              | 0,3              | 8,8              | Не участвовал  | Не участвовал  | Не участвовал  | Не участвовал  | Не участвовал  | Не участвовал  | Не участвовал  | Не участвовал  | Не участвовал  | Не участвовал  | Не участвовал  |
| 2012/13                                                                                  | Бостон     | 24               | 0                | 13,3             | 49,5             | 33,3             | 42,9             | 1,8              | 1,6              | 0,5              | 0,1              | 4,6              | 5              | 0              | 9,6            | 20,0           | 0,0            | 50,0           | 2,0            | 1,2            | 0,0            | 0,2            | 1,0            |
|                                                                                          | Всего      | 153              | 9                | 19,1             | 41,2             | 31,7             | 65,9             | 3,6              | 2,4              | 0,5              | 0,1              | 7,1              | 5              | 0              | 9,6            | 20,0           | 0,0            | 50,0           | 2,0            | 1,2            | 0,0            | 0,2            | 1,0            |
| Наведите курсор мыши на аббревиатуры в заголовке таблицы, чтобы прочесть их расшифровку. |            |                  |                  |                  |                  |                  |                  |                  |                  |                  |                  |                  |                |                |                |                |                |                |                |                |                |                |                |

### Статистика в Джи-Лиге
| Сезон                                                                                    | Команда                 | Регулярный сезон | Регулярный сезон | Регулярный сезон | Регулярный сезон | Регулярный сезон | Регулярный сезон | Регулярный сезон | Регулярный сезон | Регулярный сезон | Регулярный сезон | Регулярный сезон | Серия плей-офф | Серия плей-офф | Серия плей-офф | Серия плей-офф | Серия плей-офф | Серия плей-офф | Серия плей-офф | Серия плей-офф | Серия плей-офф | Серия плей-офф | Серия плей-офф |
| Сезон                                                                                    | Команда                 | GP               | GS               | MPG              | FG%              | 3P%              | FT%              | RPG              | APG              | SPG              | BPG              | PPG              | GP             | GS             | MPG            | FG%            | 3P%            | FT%            | RPG            | APG            | SPG            | BPG            | PPG            |
| ---------------------------------------------------------------------------------------- | ----------------------- | ---------------- | ---------------- | ---------------- | ---------------- | ---------------- | ---------------- | ---------------- | ---------------- | ---------------- | ---------------- | ---------------- | -------------- | -------------- | -------------- | -------------- | -------------- | -------------- | -------------- | -------------- | -------------- | -------------- | -------------- |
| 2010/11                                                                                  | Спрингфилд Армор        | 3                | 3                | 41,6             | 42,6             | 50,0             | 80,0             | 11,3             | 10,7             | 1,3              | 0,7              | 28,0             | Не участвовал  | Не участвовал  | Не участвовал  | Не участвовал  | Не участвовал  | Не участвовал  | Не участвовал  | Не участвовал  | Не участвовал  | Не участвовал  | Не участвовал  |
| 2013/14                                                                                  | Лос-Анджелес Ди-Фендерс | 32               | 26               | 35,7             | 42,1             | 38,1             | 63,4             | 5,0              | 6,4              | 1,4              | 0,2              | 20,5             | 2              | 2              | 35,2           | 40,0           | 31,6           | 33,3           | 7,5            | 5,5            | 1,0            | 0,0            | 22,0           |
|                                                                                          | Всего                   | 35               | 29               | 36,2             | 42,2             | 39,1             | 65,1             | 5,5              | 6,7              | 1,4              | 0,3              | 21,1             | 2              | 2              | 35,2           | 40,0           | 31,6           | 33,3           | 7,5            | 5,5            | 1,0            | 0,0            | 22,0           |
| Наведите курсор мыши на аббревиатуры в заголовке таблицы, чтобы прочесть их расшифровку. |                         |                  |                  |                  |                  |                  |                  |                  |                  |                  |                  |                  |                |                |                |                |                |                |                |                |                |                |                |

### Статистика в NCAA
| Сезон | Команда  | Conf     | Class | GP  | GS  | MPG  | FG%  | 3P%  | FT%  | RPG | APG | SPG | BPG | PPG  |
| --- | -------- | -------- | ----- | --- | --- | ---- | ---- | ---- | ---- | --- | --- | --- | --- | ---- |
| 2005/06 | Луисвилл | Big East | FR    | 33  | 21  | 25,1 | 39,1 | 31,0 | 61,2 | 4,7 | 2,1 | 1,0 | 0,3 | 8,4  |
| 2006/07 | Луисвилл | Big East | SO    | 34  | 34  | 33,0 | 36,7 | 26,1 | 60,4 | 7,0 | 3,8 | 1,3 | 0,7 | 12,4 |
| 2007/08 | Луисвилл | Big East | JR    | 36  | 36  | 35,9 | 41,1 | 34,0 | 57,1 | 7,2 | 4,5 | 1,3 | 0,8 | 11,1 |
| 2008/09 | Луисвилл | Big East | SR    | 37  | 36  | 34,2 | 43,1 | 38,5 | 58,1 | 8,6 | 5,0 | 2,3 | 0,8 | 12,5 |
| Всего | Всего    | Всего    | Всего | 140 | 127 | 32,2 | 40,0 | 32,0 | 58,9 | 6,9 | 3,9 | 1,5 | 0,6 | 11,2 |
| Наведите курсор мыши на аббревиатуры в заголовке таблицы, чтобы прочесть их расшифровку Статистика приведена с сайта sports-reference.com |          |          |       |     |     |      |      |      |      |     |     |     |     |      |

### Статистика в других лигах
| Сезон | Команда                  | Лига                     | GP | GS | MPG  | FG%  | 3P%  | FT%   | RPG  | APG | SPG | BPG | PFL | TOV | PPG  |
| --- | ------------------------ | ------------------------ | -- | -- | ---- | ---- | ---- | ----- | ---- | --- | --- | --- | --- | --- | ---- |
| 2012/13 | Гуандун Саузерн Тайгерс  | КБА                      | 29 | 9  | 27,4 | 42,0 | 31,7 | 73,9  | 3,4  | 4,1 | 1,2 | 0,5 | 1,1 | 1,9 | 17,9 |
| 2013/14 | Все клубы                | Все лиги                 | 10 | 4  | 27,6 | 35,5 | 28,4 | 67,6  | 5,9  | 3,1 | 0,4 | 0,4 | 1,6 | 2,2 | 13,2 |
| 2013/14 | Тюрк Телеком             | Чемпионат Турции         | 2  | 0  | 10,0 | 50,0 | 33,3 | 100,0 | 2,0  | 0,0 | 0,5 | 0,0 | 0,5 | 1,5 | 4,0  |
| 2013/14 | Брухос де Гуаяма         | Чемпионат Пуэрто-Рико    | 5  | 1  | 26,3 | 38,0 | 33,3 | 83,3  | 4,0  | 2,6 | 0,6 | 0,4 | 1,6 | 1,8 | 11,8 |
| 2013/14 | Мералко Болтс            | Чемпионат Филиппин       | 3  | 3  | 41,7 | 32,4 | 23,7 | 57,1  | 11,7 | 6,0 | 0,0 | 0,7 | 2,3 | 3,3 | 21,7 |
| 2014/15 | Все клубы                | Все лиги                 | 11 | 6  | 23,5 | 32,1 | 26,3 | 61,5  | 2,9  | 1,8 | 0,7 | 0,1 | 0,7 | 1,5 | 9,8  |
| 2014/15 | Фуэрса Рехия             | Чемпионат Мексики        | 4  | 4  | 31,5 | 37,3 | 35,1 | 69,2  | 4,0  | 3,3 | 1,0 | 0,0 | 1,3 | 1,8 | 15,0 |
| 2014/15 | Вакерос де Баямон        | Чемпионат Пуэрто-Рико    | 3  | 2  | 17,8 | 41,4 | 36,8 | 33,3  | 1,7  | 1,0 | 0,3 | 0,0 | 0,0 | 1,0 | 11,0 |
| 2014/15 | Гуайкверис де Маргарита  | Чемпионат Венесуэлы      | 4  | 0  | 19,9 | 15,6 | 0,0  | 71,4  | 2,8  | 1,0 | 0,8 | 0,3 | 0,8 | 1,8 | 3,8  |
| Всего | Всего                    | Всего                    | 50 | 19 | 26,6 | 39,2 | 29,7 | 70,9  | 3,8  | 3,4 | 1,0 | 0,4 | 1,1 | 1,9 | 15,2 |
| В чемпионате Пуэрто-Рико | В чемпионате Пуэрто-Рико | В чемпионате Пуэрто-Рико | 8  | 3  | 23,1 | 39,2 | 34,6 | 66,7  | 3,1  | 2,0 | 0,5 | 0,3 | 1,0 | 1,5 | 11,5 |
| Наведите курсор мыши на аббревиатуры в заголовке таблицы, чтобы прочесть их расшифровку Статистика приведена с сайта basketball.realgm.com |                          |                          |    |    |      |      |      |       |      |     |     |     |     |     |      |

## Уголовное дело
7 октября 2021 года прокурор Южного округа Нью-Йорка Одри Штраус предъявила Уильямсу и еще 15 лицам обвинения в связи с предполагаемой схемой обмана медицинского страхования НБА, в рамках которой было предъявлено мошеннических операций на сумму около 4 миллионов долларов. Штраус назвала Уильямса лидером сговора. Согласно обвинениям, Уильямс получал поддельные счета за медицинские и стоматологические услуги, рассылал их своим соучастникам, в числе которых были и другие бывшие игроки НБА, после чего указанные соучастники подавали заявки в план, который оплачивал «большинство» требований за неоказанную медицинскую помощь. По данному обвинительному заключению 19 человек обвиняются в сговоре с целью совершения мошенничества в сфере здравоохранения и страхования. 3 августа 2023 года Уильямс был приговорен к 10 годам лишения свободы по данному делу.